# Kristine Minde
Kristine Minde (født 8. august 1992) er en norsk fodboldspiller, der spiller som angriber for VfL Wolfsburg og Norges landshold.